# Juicios de Núremberg
Los juicios de Núremberg o procesos de Núremberg (en alemán: Nürnberger Prozesse) fueron un conjunto de procesos judiciales emprendidos por iniciativa de las naciones aliadas vencedoras al final de la Segunda Guerra Mundial, durante la Conferencia de Potsdam, en los que se determinaron y sancionaron las responsabilidades de dirigentes, funcionarios y colaboradores del régimen nacionalsocialista de Adolf Hitler en los diferentes abusos y crímenes contra la humanidad cometidos en nombre del Tercer Reich a partir del 1 de septiembre de 1939 hasta la caída del régimen en mayo de 1945. Los juicios se desarrollaron donde 10 años antes se habían promulgado las leyes nazis del mismo nombre por Hitler.
Desarrollados en la ciudad alemana de Núremberg —su palacio de justicia conectado a una prisión seguía en pie pese a la guerra — entre el 20 de noviembre de 1945 al 1 de octubre de 1946, fue el proceso que obtuvo mayor repercusión en la opinión pública mundial, dirigido a partir del 20 de noviembre de 1945 por el Tribunal Militar Internacional (TMI) establecido por la Carta de Londres, en contra de 24 de los principales dirigentes supervivientes del gobierno nazi capturados y de varias de sus principales organizaciones. Otros doce procesos posteriores fueron conducidos por el Tribunal Militar de los Estados Unidos, entre los cuales se encuentran los llamados Juicio de los doctores y Juicio de los jueces.
El primer y más destacado juicio de Núremberg escuchó a 240 testigos en un proceso en el que se leyeron aproximadamente 300 000 declaraciones. Entre los 24 acusados, el tribunal dictó doce condenas a muerte, siete de prisión y tres absoluciones. Al menos cuatro procesados se suicidaron antes o después de haber sido condenados en los juicios.
La tipificación de los crímenes y abusos realizada por los tribunales y los fundamentos de su constitución representaron un avance jurídico que sería aprovechado posteriormente por las Naciones Unidas para el desarrollo de una jurisprudencia específica internacional en materia de guerra de agresión, crímenes de guerra y crímenes de lesa humanidad, así como para la constitución, a partir de 1998, del Tribunal Penal Internacional permanente. De esta forma, el proceso Núremberg marcó el inicio de una “Justicia internacional”, aunque sin embargo es en ocasiones considerado como una “Justicia del vencedor” y no está exento de “zonas de sombras”.
La Declaración Universal de Derechos Humanos (DUDH) estaba siendo redactada justo después de finalizar los juicios de Núremberg y mientras aún estaba en funciones el Tribunal Penal Militar Internacional para el Lejano Oriente. Aunque el acuerdo sobre el respeto al principio de presunción de inocencia fue alcanzado rápidamente, los redactores estaban preocupados por el hecho de que una prohibición de la retroactividad pudiera utilizarse para argumentar que en Núremberg los juicios habían sido ilegales, ya que habían juzgado “crímenes contra la paz” y “crímenes contra la humanidad”, que no existían previamente en las leyes nacionales. Por ello, el segundo párrafo del artículo 11 de la DUDH constituye una prohibición a las leyes retroactivas.
Una exposición permanente en el Memorial de los Juicios de Núremberg informa sobre la historia previa, el desarrollo y los efectos de los procesos.

## Antecedentes
Entre 1939 y 1945 la Alemania nazi invadió muchos países europeos, incluidos Polonia, Dinamarca, Noruega, Países Bajos, Bélgica, Luxemburgo, Francia, Yugoslavia, Grecia y la Unión Soviética. La agresión alemana estuvo acompañada de una inmensa brutalidad en los territorios ocupados; solo en la Unión Soviética hubo 27 millones de muertos en la guerra, la mayoría civiles, lo que suponía una séptima parte de la población anterior a la guerra. El ajuste de cuentas legal se basó en la naturaleza extraordinaria de la criminalidad nazi, particularmente porque se percibía como singular el asesinato sistemático de millones de judíos.
En los comienzos de 1942, representantes de nueve gobiernos en el exilio de países ocupados por Alemania en Europa emitieron una declaración para pedir un tribunal internacional que juzgase los crímenes alemanes cometidos en los países ocupados. Estados Unidos y el Reino Unido rechazaron respaldar esta propuesta mencionando el fracaso de los procesamientos por crímenes de guerra después de la Primera Guerra Mundial. La Comisión de Crímenes de Guerra de las Naciones Unidas, con sede en Londres y que no contaba con participación soviética, se reunió por primera vez en octubre de 1943 y se quedó estancada sobre el alcance de su mandato. El jurista belga Marcel de Baer y el académico de Derecho Bohuslav Ečer abogaban por una definición más amplia de los crímenes de guerra que podría incluir "el crimen de guerra". El 1 de noviembre de 1943 la Unión Soviética, el Reino Unido y los Estados Unidos emitieron la Declaración de Moscú advirtiendo a los líderes nazis sobre la intención de los firmantes de "perseguirlos hasta los confines de la tierra [...] para que se pueda hacer justicia". La declaración afirmaba que los nazis de alto rango que hubieran cometido crímenes en varios países serían juzgados conjuntamente, mientras que otros serían juzgados donde habían cometido sus crímenes.
El jurista soviético Aron Trainin desarrolló el concepto de crímenes contra la paz (librando una guerra de agresión) que luego sería central para los procedimientos en Núremberg. Las ideas de Trainin fueron reimpresas en Occidente y adoptadas ampliamente.
De entre todos los Aliados, la Unión Soviética fue la que más presionó por juzgar a los líderes alemanes derrotados por agresión además de por crímenes de guerra. La Unión Soviética buscaba llevar a cabo un juicio con un resultado predeterminado similar a los juicios de Moscú de la década de 1930 para demostrar la culpabilidad de los líderes nazis y que este caso sirviera para obtener reparaciones de guerra para reconstruir la economía soviética, que había sido devastada por la guerra. Los Estados Unidos insistieron en celebrar un juicio que pudiera ser visto como legítimo como un medio de reformar Alemania y demostrar la superioridad del sistema occidental. El Departamento de Guerra de los Estados Unidos estuvo elaborando planes para formar un tribunal internacional entre finales de 1944 y principios de 1945. El gobierno británico seguía prefiriendo las ejecuciones sumarias de los líderes nazis y mencionaba los fallidos juicios posteriores a la Primera Guerra Mundial y mostrando reparos acerca de castigar crímenes de forma retroactiva. La forma en que se haría justicia quedó sin resolver en la Conferencia de Yalta de febrero de 1945. El 2 de mayo, en la Conferencia de San Francisco, el presidente de los Estados Unidos Harry S. Truman anunció la formación de un tribunal internacional militar. El 8 de mayo Alemania se rindió incondicionalmente, llegándose al final de la Segunda Guerra Mundial en Europa.

## La Carta de Londres
En la Conferencia de Londres, celebrada del 26 de junio al 2 de agosto de 1945, representantes de Francia, la Unión Soviética, el Reino Unido y los Estados Unidos negociaron la forma que adoptaría el juicio. Hasta el final de las negociaciones no estaba clara la celebración del mismo.
Los delitos que serían perseguidos serían crímenes contra la paz, crímenes contra la humanidad y crímenes de guerra. En la conferencia se debatió si las guerras de agresión estaban prohibidas en el derecho internacional consuetudinario vigente. En cualquier caso antes de que se adoptara la carta no existía ninguna ley que estableciera la responsabilidad penal por agresión. A pesar de los recelos de otros aliados, el negociador estadounidense y juez de la Corte Suprema, Robert H. Jackson, amenazó con la retirada de Estados Unidos si no se procesaba la agresión, porque había sido la razón fundamental para la entrada de Estados Unidos en la Segunda Guerra Mundial. Jackson aceptó definir los crímenes contra la paz y los otros tres aliados se opusieron porque socavaría la libertad de acción del Consejo de Seguridad de las Naciones Unidas.
Los crímenes de guerra ya existían en el derecho internacional como violaciones criminales de las leyes y costumbres de la guerra, pero no se aplicaban al trato que un gobierno daba a sus propios ciudadanos. Los expertos jurídicos buscaron una manera de juzgar los crímenes contra ciudadanos alemanes, como los judíos alemanes. Tras una propuesta soviética para presentar cargos por "crímenes contra civiles" estos pasaron a llamarse "crímenes contra la humanidad" por sugerencia de Jackson, después de usos anteriores del término en la Comisión de Responsabilidades posterior a la Primera Guerra Mundial y en esfuerzos fallidos para procesar a los perpetradores del genocidio armenio. La propuesta británica de definir los crímenes contra la humanidad fue aceptada en gran medida, siendo la redacción final "asesinato, exterminio, esclavitud, deportación y otros actos inhumanos cometidos contra cualquier población civil". La versión final de la carta limitó la jurisdicción del tribunal sobre crímenes contra la humanidad a aquellos cometidos como parte de una guerra de agresión. Tanto Estados Unidos, preocupado porque su sistema de segregación racial (Leyes Jim Crow) no fuera calificado de crimen contra la humanidad, como la Unión Soviética querían evitar otorgar a un tribunal internacional jurisdicción sobre el trato que un gobierno da a sus propios ciudadanos.
La carta cambió la visión tradicional del derecho internacional al responsabilizar a los individuos, en lugar de a los Estados, por las violaciones. Jackson rechazó la propuesta de los otros tres aliados de limitar la definición de los crímenes a los actos cometidos por el Eje derrotado. En cambio, la carta limitó la jurisdicción del tribunal a las acciones de Alemania. El artículo 7 impidió a los demandados reclamar inmunidad soberana, y la alegación de actuar bajo órdenes superiores quedó en manos de los jueces. El juicio se llevó a cabo bajo un derecho común modificado. Los negociadores decidieron que la sede permanente del tribunal estaría en Berlín, mientras que el juicio se celebraría en el Palacio de Justicia de Núremberg. Núremberg estaba situada en la zona de ocupación estadounidense y era un lugar simbólico por haber sido sede de los congresos del Partido Nazi. El Palacio de Justicia estaba relativamente intacto pero necesitaba ser renovado para el juicio debido a los daños de las bombas. Tenía una prisión adjunta donde podían retenerse los acusados. El 8 de agosto de 1945 se firmó la carta en Londres.

## Jueces y fiscales
A comienzos de 1946 en Núremberg había mil empleados de las delegaciones de los cuatro países, de los cuales aproximadamente dos tercios eran estadounidenses. Además de los profesionales del derecho, había muchos investigadores en ciencias sociales, psicólogos, traductores e intérpretes y diseñadores gráficos. Estos últimos realizaron los numerosos gráficos utilizados durante el juicio. Cada Estado nombró un equipo de fiscales y dos jueces, uno de los cuales era diputado sin derecho a voto.
Jackson fue nombrado fiscal jefe de Estados Unidos. El historiador Kim Christian Priemel le describe como "un político versátil y un orador notable, si no un gran pensador jurídico". La fiscalía estadounidense creía que el nazismo era producto de una desviación alemana de Occidente (la tesis del Sonderweg) y trató de corregir esta desviación con un juicio que sirviera tanto para fines retributivos como educativos. Como la delegación estadounidense era la más numerosa asumió la mayor parte del esfuerzo procesal. Por recomendación de Jackson, Estados Unidos nombró a los jueces Francis Biddle y John J. Parker. El fiscal jefe británico fue Hartley Shawcross, fiscal general de Inglaterra y Gales, asistido por su predecesor David Maxwell Fyfe. Aunque el juez británico principal, Sir Geoffrey Lawrence (Señor Juez de Apelación para Irlanda y Gales), era el presidente nominal del tribunal, en la práctica Biddle ejercía más autoridad.
El fiscal francés, François de Menthon, acababa de supervisar los juicios de los líderes de la Francia de Vichy. Dimitió en enero de 1946 y fue reemplazado por Auguste Champetier de Ribes. Los jueces franceses fueron Henri Donnedieu de Vabres, profesor de derecho penal, y el diputado Robert Falco, juez del Tribunal de Casación francés que había representado a Francia en la Conferencia de Londres. El gobierno francés intentó nombrar personal que no estuviera contaminado por la colaboración con el régimen de Vichy; algunos nombramientos, incluido Champetier de Ribes, fueron de quienes habían estado en la resistencia francesa. Esperando una farsa judicial, la Unión Soviética inicialmente nombró como fiscal principal a Iona Nikítchenko, quien había presidido los juicios de Moscú, pero finalmente fue nombrado juez y reemplazado por Roman Rudenko, un fiscal de farsas judiciales elegido por sus habilidades como orador. A los jueces y fiscales soviéticos no se les permitía tomar decisiones importantes sin consultar a una comisión en Moscú encabezada por el político soviético Andrei Vyshinsky; los retrasos resultantes obstaculizaron el esfuerzo soviético por fijar su agenda. La influencia de la delegación soviética también se vio limitada por el dominio limitado del inglés, la falta de intérpretes y el desconocimiento de la diplomacia y las instituciones internacionales.
Se rechazaron las solicitudes de Jaim Weizmann, presidente de la Organización Sionista Mundial, así como del Gobierno Provisional de Unidad Nacional de Polonia, de participar activamente en el juicio, justificadas por su representación de víctimas de los crímenes nazis. La Unión Soviética invitó a fiscales de sus aliados, incluidos Polonia, Checoslovaquia y Yugoslavia. Dinamarca y Noruega también enviaron una delegación. Aunque la delegación polaca no estaba facultada para intervenir en el proceso, presentó pruebas y una acusación, logrando llamar la atención sobre los crímenes cometidos contra judíos y no judíos polacos.

## Acusación
En un comienzo se plantearon tres cargos, que pueden resumirse del siguiente modo:
- Crimen contra la paz (librando una guerra de agresión): la dirección, preparación, desencadenamiento y desarrollo de una guerra de agresión o de una guerra en violación de los acuerdos internacionales.
- Crimen de guerra: violación de las leyes y usos de guerra. En estas violaciones se incluyen «el asesinato, los malos tratos o la deportación para trabajos forzados, o cualquier otro fin, de poblaciones civiles de los territorios ocupados, el asesinato o malos tratos a prisioneros de guerra o náufragos, la ejecución de rehenes, el saqueo de bienes públicos o privados, la destrucción innecesaria de ciudades, o la devastación no justificada por exigencias militares».
- Crimen contra la humanidad: el asesinato, el exterminio, la reducción a la esclavitud, la deportación y todos los demás actos inhumanos cometidos contra poblaciones civiles, antes o durante la guerra, o las persecuciones por motivos políticos, raciales o religiosos.

Posteriormente se incluyó el delito de conspiración contra la paz.
El trabajo de redacción de la acusación fue dividido entre las delegaciones nacionales. Los británicos trabajaron sobre guerra de agresión; a las demás delegaciones se les asignó la tarea de cubrir los crímenes contra la humanidad y los crímenes de guerra cometidos en el Frente Occidental (Francia) y el Frente Oriental (Unión Soviética). La delegación de Estados Unidos describió una conspiración general nazi y la criminalidad de las organizaciones nazis. Las delegaciones británica y estadounidense decidieron trabajar juntas en la redacción de los cargos de conspiración para librar una guerra de agresión. El 17 de septiembre, las distintas delegaciones se reunieron para discutir la acusación.
El cargo de conspiración, que no estaba en la Carta de Londres, reunió una amplia gama de cargos y acusados y se utilizó para acusar a los principales líderes nazis, así como a burócratas que nunca habían matado a nadie o tal vez ni siquiera habían ordenado directamente el asesinato. También fue un fin a los límites de la carta sobre la acusación de crímenes cometidos antes del comienzo de la Segunda Guerra Mundial. Los cargos de conspiración fueron fundamentales en los casos contra propagandistas e industriales: a los primeros se les acusó de proporcionar la justificación ideológica para la guerra y otros crímenes, mientras que a los segundos se les acusó de permitir el esfuerzo bélico de Alemania. El cargo de conspiración fue una creación del abogado del Departamento de Guerra Murray C. Bernays y quizás se inspiró en su trabajo anterior en el procesamiento de fraude de valores. La introducción de este cargo fue encabezada por los Estados Unidos y fue menos popular entre otras delegaciones, sobre todo la francesa.
El problema de traducir la acusación y las pruebas a los tres idiomas oficiales del tribunal (inglés, francés y ruso), así como al alemán, fue grave debido a la magnitud de la tarea y la dificultad de contratar intérpretes, especialmente en la Unión Soviética. Andréi Vyshinski exigió amplias correcciones a los cargos de crímenes contra la paz, especialmente en relación con el papel del pacto germano-soviético vigente en los inicios de la Segunda Guerra Mundial. Jackson también separó el cargo de conspiración general de los otros tres cargos (crímenes contra la paz, crímenes contra la humanidad y crímenes de guerra), con el objetivo de que la fiscalía estadounidense cubriera la conspiración nazi general mientras que las otras delegaciones desarrollaban los detalles de los crímenes nazis. La división del trabajo y la prisa con la que se preparó la acusación dieron lugar a duplicaciones, lenguaje impreciso y falta de atribución de cargos específicos a acusados individuales.

## Los acusados
Algunos de los nazis más destacados (Adolf Hitler, Heinrich Himmler y Joseph Goebbels) se habían suicidado y, por tanto, no podían ser juzgados. Los fiscales querían juzgar a líderes representativos de la política, la economía y el ejército alemanes. La mayoría de los acusados se habían entregado a Estados Unidos o al Reino Unido.
Entre los acusados, que en gran medida no se arrepintieron, estaban antiguos ministros y miembros del gabinete de Hitler como Franz von Papen (que contribuyó a llevar a Hitler al poder), Joachim von Ribbentrop (exministro de Exteriores), Konstantin von Neurath (exministro de Exteriores), Wilhelm Frick (exministro de Interior) y Alfred Rosenberg (ministro para los territorios ocupados de Europa del Este). También fueron procesados líderes de la economía alemana como Gustav Krupp (del conglomerado Krupp AG), el expresidente del Reichsbank, Hjalmar Schacht, y los planificadores económicos Albert Speer y Walther Funk, junto con el subordinado de Speer y jefe del programa de trabajos forzados, Fritz Sauckel. Mientras que los británicos se mostraron poco proclives a la hora de procesar a los líderes económicos, los franceses tenían un gran interés en resaltar el imperialismo económico alemán. Los líderes militares fueron Hermann Göring—el nazi superviviente más infame—, Wilhelm Keitel, Alfred Jodl, Erich Raeder y Karl Dönitz. En el juicio también estaban los propagandistas Julius Streicher y Hans Fritzsche; Rudolf Hess, delegado de Hitler que había volado al Reino Unido en 1941; Hans Frank, exgobernador general de Polonia; el líder de las Juventudes Hitlerianas Baldur von Schirach; Arthur Seyss-Inquart, comisionado del III Reich para los Países Bajos; y Ernst Kaltenbrunner, líder de la Oficina Central de Seguridad del Reich de Himmler. Los observadores del juicio consideraron a los acusados mediocres y despreciables.
La lista de acusados se finalizó el 29 de agosto. En octubre, Jackson exigió la adición de nuevos nombres, pero esto fue rechazado. De los 24 hombres acusados, Martin Bormann fue juzgado in absentia ya que los Aliados desconocían su muerte; Krupp estaba demasiado enfermo para ser juzgado; y Robert Ley se suicidó antes del comienzo del juicio. A los ex-nazis se les permitió actuar como abogados y a mediados de noviembre todos los acusados tenían abogados. Los abogados de los acusados apelaron conjuntamente ante el tribunal, alegando que no tenía competencia contra los acusados; pero esta moción fue rechazada. Los abogados defensores se consideraban que actuaban en nombre de sus clientes, pero también de la nación alemana. Inicialmente, los estadounidenses habían planeado juzgar a catorce organizaciones y a sus líderes, pero el proceso se redujo a seis: el Gabinete del Reich, el Cuerpo de Dirección del Partido Nazi, la Gestapo, las SA, las SS, el SD y el Oberkommando der Wehrmacht. El objetivo era declarar criminales a estas organizaciones, para que sus miembros pudieran ser juzgados rápidamente por pertenencia a una organización criminal. Los altos funcionarios estadounidenses creían que condenar a las organizaciones era una buena manera de demostrar que no sólo los principales líderes alemanes eran responsables de los crímenes pero sin llegar condenar a todo el pueblo alemán.

## Evidencias
Durante el verano, todas las delegaciones nacionales lucharon por reunir pruebas para el próximo juicio. Los fiscales estadounidenses y británicos se centraron en pruebas documentales y declaraciones juradas en lugar de testimonios de supervivientes. Esta estrategia aumentó la credibilidad de los casos, ya que el testimonio de los supervivientes se consideró menos confiable y más vulnerable a acusaciones de parcialidad, pero redujo el interés público en el proceso. La acusación estadounidense se basó en informes de la Oficina de Servicios Estratégicos, una agencia de inteligencia estadounidense, y en información proporcionada por el Instituto YIVO para la Investigación Judía y el Comité Judío Estadounidense, mientras que la fiscalía francesa presentó numerosos documentos que había obtenido del Centro de Documentación Judía Contemporánea. La fiscalía citó a 37 testigos frente a los 83 de la defensa, sin contar los 19 acusados que testificaron en su propio nombre. La fiscalía examinó 110 000 documentos alemanes capturados y presentó 4600 como prueba, junto con 30 kilómetros de película y 25 000 fotografías.
La carta permitía la admisibilidad de cualquier prueba que se considerara con valor probatorio, incluidas las diligencias preliminares. Debido a las reglas probatorias laxas, las fotografías, los gráficos, los mapas y las películas desempeñaron un papel importante a la hora de hacer creíbles crímenes increíbles. Después de que la fiscalía estadounidense presentara muchos documentos al comienzo del juicio, los jueces insistieron en que todas las pruebas se leyeran en el expediente, lo que ralentizó el juicio. La estructura de los cargos también provocó retrasos, ya que la misma evidencia terminaba siendo leída varias veces cuando era relevante tanto para la conspiración como para los demás cargos.

## Curso del juicio

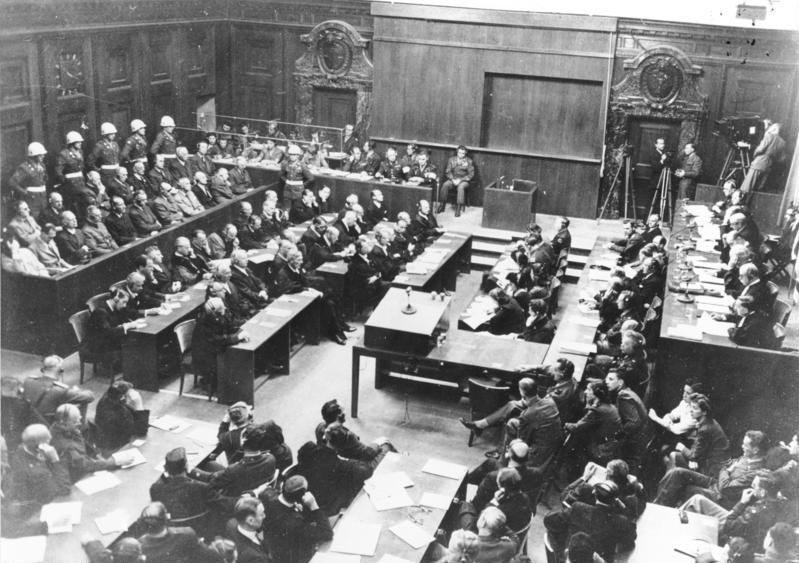
Tribunal en sesión del 30 de septiembre de 1946.

El Tribunal Militar Internacional inició el juicio el 20 de noviembre de 1945, después de que se rechazaran las solicitudes de aplazamiento de la fiscalía soviética, que quería más tiempo para preparar su caso. Todos los acusados se declararon inocentes. Jackson dejó claro que el propósito del juicio iba más allá de condenar a los acusados. Los fiscales querían reunir pruebas irrefutables de los crímenes nazis, establecer la responsabilidad individual y el crimen de agresión en el derecho internacional, dar una lección de historia a los alemanes derrotados, deslegitimar a la élite tradicional alemana, y permitir que los aliados se distanciasen del apaciguamiento. Jackson sostuvo que si bien Estados Unidos "no buscó condenar a todo el pueblo alemán por el crimen", tampoco el juicio "sirvió para absolver a todo el pueblo alemán excepto a 21 hombres en el banquillo". Sin embargo, los abogados defensores (aunque no la mayoría de los acusados) a menudo argumentaron que la fiscalía estaba tratando de promover la culpa colectiva alemana y contrarrestaron enérgicamente a este hombre de paja. Según Priemel, la acusación de conspiración "invitaba a interpretaciones apologéticas: narrativas de una dictadura absoluta y totalitaria, dirigida por los lunáticos marginales de la sociedad, de la cual los alemanes habían sido las primeras víctimas en lugar de agentes, colaboradores y compañeros de viaje". Por el contrario, las pruebas presentadas sobre el Holocausto convencieron a algunos observadores de que los alemanes debían haber sido conscientes de este crimen mientras se llevaba a cabo.

### Fiscalías estadounidense y británica
El 21 de noviembre, Jackson pronunció el discurso de apertura de la acusación. Él describió el hecho de que los nazis derrotados fueran juzgados como "uno de los homenajes más significativos que el Poder haya rendido jamás a la Razón". Centrándose en la guerra de agresión, que describió como la raíz de los otros crímenes, Jackson promovió que el Estado nazi tenía una visión para llevar a cabo intencionalmente una conspiración criminal. El discurso fue recibido favorablemente por la fiscalía, el tribunal, el público, los historiadores e incluso los acusados.
Gran parte del caso estadounidense se centró en el desarrollo de la conspiración nazi antes del estallido de la guerra. La acusación estadounidense descarriló durante los intentos de proporcionar pruebas sobre el primer acto de agresión, la anexión alemana de Austria. El 29 de noviembre la fiscalía no estaba preparada para tratar el tema de la invasión de Checoslovaquia y, en su lugar, se enfocó en los campos de concentración y prisioneros de los nazis. La película, compilada a partir de imágenes de la liberación de los campos de concentración nazis, sorprendió tanto a los acusados como a los jueces, que decidieron aplazar el juicio. La selección indiscriminada y la presentación desorganizada de pruebas documentales sin vincularlas a acusados específicos obstaculizaron el trabajo de los fiscales estadounidenses sobre la conspiración para cometer crímenes contra la humanidad. Los estadounidenses convocaron al comandante de los Einsatzgruppen Otto Ohlendorf, quien testificó sobre el asesinato de 80 000 personas por parte de aquellos bajo su mando, y el general de las SS Erich von dem Bach-Zelewski, quien admitió que la lucha de los alemanes contra los partisanos también era una tapadera para el asesinato en masa de judíos.
La fiscalía británica cubrió el cargo de crímenes contra la paz, que era en gran medida redundante con el caso de conspiración estadounidense. El 4 de diciembre, Shawcross pronunció el discurso de apertura, gran parte del cual había sido escrito por el profesor de Cambridge Hersch Lauterpacht. A diferencia de Jackson, Shawcross intentó minimizar la novedad de los cargos de agresión, mencionando como precursoras las convenciones de La Haya y Ginebra, el Pacto de la Sociedad de Naciones, los Tratados de Locarno y el Pacto Briand-Kellogg. Los británicos tardaron cuatro días en presentar su caso. Maxwell Fyfe detalló los tratados rotos por Alemania. A mediados de diciembre, los estadounidenses pasaron a presentar el caso contra las organizaciones acusadas, mientras que en enero tanto los británicos como los estadounidenses presentaron pruebas contra los individuos acusados. Además de las organizaciones mencionadas en la acusación, los fiscales estadounidenses y británicos también mencionaron la complicidad del ministerio de Exteriores alemán, el ejército alemán y su marina.

### Fiscalía francesa
Del 17 de enero al 7 de febrero de 1946, Francia presentó sus acusaciones y pruebas. A diferencia de los otros equipos de fiscales, la fiscalía francesa profundizó en el desarrollo de Alemania en el siglo XIX, argumentando que se había alejado de Occidente debido al pangermanismo y al imperialismo. Argumentaron que la ideología nazi, que se derivaba de estas ideas anteriores, era la mens rea (intención criminal) de los crímenes enjuiciados. Los fiscales franceses, más que sus homólogos británicos o estadounidenses, destacaron la complicidad de muchos alemanes; apenas mencionaron la acusación de guerra de agresión y en cambio se centraron en el trabajo forzoso, el saqueo económico y las masacres. El fiscal Edgar Faure agrupó varias políticas alemanas, como la anexión alemana de Alsacia y Lorena bajo la etiqueta de "germanización", que, según él, era un crimen contra la humanidad. A diferencia de las estrategias de procesamiento británica y estadounidense, que se centraron en utilizar documentos alemanes para presentar sus casos, los fiscales franceses adoptaron la perspectiva de las víctimas y presentaron informes policiales de posguerra. Se llamó a once testigos, incluidas víctimas de la persecución nazi; la luchadora de la resistencia y superviviente de Auschwitz Marie Claude Vaillant-Couturier testificó sobre los crímenes que había presenciado. El tribunal aceptó los cargos franceses de crímenes de guerra, excepto la ejecución de rehenes. Debido a la estrecha definición de crímenes contra la humanidad en la carta, la única parte de los cargos de germanización aceptada por los jueces fue la deportación de judíos de Francia y otras partes de Europa Occidental.

### Fiscalía soviética
El 8 de febrero, la fiscalía soviética abrió su caso con un discurso de Rudenko que abarcó los cuatro cargos de la acusación y destacó una amplia variedad de crímenes cometidos por los ocupantes alemanes como parte de su invasión destructiva y no provocada. Rudenko intentó enfatizar los puntos en común con los otros aliados y rechazó cualquier similitud entre el gobierno nazi y el soviético. La semana siguiente, la fiscalía soviética presentó
a Friedrich Paulus (un Generalfeldmarschall capturado tras la Batalla de Stalingrado) como testigo y le preguntó sobre los preparativos de la invasión de la Unión Soviética. Paulus incriminó a sus antiguos socios, señalando a Keitel, Jodl y Göring como los principales responsables de la guerra.
Más que otras delegaciones, los fiscales soviéticos mostraron los espantosos detalles de las atrocidades alemanas, especialmente la muerte por inanición de 3 millones de prisioneros de guerra soviéticos y de varios cientos de miles de residentes de Leningrado. Aunque los fiscales soviéticos se ocuparon más extensamente del asesinato sistemático de judíos en Europa del Este, en ocasiones confundieron el destino de los judíos con el de otras nacionalidades soviéticas. Aunque estos aspectos ya habían sido cubiertos por la acusación estadounidense, los fiscales soviéticos presentaron nuevas pruebas a través de informes de la Comisión Estatal Extraordinaria e interrogatorios de altos oficiales enemigos. Lev Smirnov presentó evidencias de la masacre de Lídice que tuvo lugar en Checoslovaquia, añadiendo que los invasores alemanes destruyeron miles de aldeas y asesinaron a sus habitantes a través de Europa del Este. La fiscalía soviética destacó el aspecto racista de políticas como la deportación de millones de civiles a Alemania para realizar trabajos forzados, el asesinato de niños, el saqueo sistemático de los territorios ocupados y el robo o la destrucción del patrimonio cultural. La fiscalía soviética también intentó fabricar una responsabilidad alemana por la Masacre de Katin, que en realidad había sido cometida por el NKVD. Aunque los fiscales occidentales nunca rechazaron públicamente el cargo de Katyn por temor a poner en duda todo el proceso, se mostraron escépticos. La defensa presentó pruebas de la responsabilidad soviética y la masacre de Katin no se mencionó en el veredicto.
Inspirándose en las películas proyectadas por la fiscalía estadounidense, la Unión Soviética encargó tres películas para el juicio: La destrucción fascista alemana de los tesoros culturales de los pueblos de la URSS, Atrocidades cometidas por los invasores fascistas alemanes en la URSS y La destrucción fascista alemana de las ciudades soviéticas, utilizando imágenes de cineastas soviéticos y tomas de noticieros alemanes. La segunda película incluía imágenes de la liberación del campo de concentración de Majdanek y de la liberación de Auschwitz y fue considerada incluso más inquietante que la película estadounidense sobre el campo de concentración. Entre los testigos soviéticos se encontraban varios supervivientes de los crímenes alemanes, incluidos dos civiles que vivieron el asedio de Leningrado, un campesino cuya aldea fue destruida en la guerra contra los partisanos, un médico del Ejército Rojo que soportó varios campos de prisioneros de guerra y dos supervivientes del Holocausto—Samuel Rajzman, superviviente del campo de exterminio de Treblinka, y el poeta Abraham Sutzkever, quien describió el asesinato de decenas de miles de judíos de Vilna. El caso de la fiscalía soviética fue en general bien recibido y se presentaron pruebas convincentes sobre el sufrimiento del pueblo soviético y las contribuciones soviéticas a la victoria.

### Defensa de los acusados
De marzo a julio de 1946 la defensa presentó sus contraargumentaciones. Antes de que terminara la acusación, quedó claro que su caso general estaba probado, pero quedaba por determinar la culpabilidad individual de cada acusado. Ninguno de los acusados intentó afirmar que los crímenes de los nazis no hubieran ocurrido. Algunos acusados negaron su participación en ciertos crímenes o afirmaron de manera inverosímil ignorarlos, especialmente la Solución Final. Algunos abogados defensores invirtieron los argumentos de la fiscalía para afirmar que la mentalidad autoritaria y la obediencia al Estado de los alemanes los exoneraban de cualquier culpa personal. La mayoría rechazó que Alemania se hubiera desviado de la civilización occidental.
Los acusados intentaron culpar de sus crímenes a Hitler, quien fue mencionado 1200 veces durante el juicio, más que los cinco principales acusados juntos. Otros hombres ausentes y muertos, incluido Himmler, Reinhard Heydrich, Adolf Eichmann y Bormann también fueron culpados. Para contrarrestar las afirmaciones de que los acusados conservadores habían permitido el ascenso al poder de los nazis, los abogados defensores culparon al Partido Socialdemócrata Alemán, a los sindicatos y a otros países que mantenían relaciones diplomáticas con Alemania. Por el contrario, la mayoría de los acusados evitaron incriminarse entre sí. La mayoría de los acusados argumentaron su propia insignificancia dentro del sistema nazi, pero Göring adoptó el enfoque opuesto, esperando ser ejecutado pero reivindicado ante los ojos del pueblo alemán.
La Carta de Londres no reconocía una defensa tu quoque, con la cual los nazis podían pedir la exoneración con el argumento de que los aliados habían cometido los mismos crímenes de los que se acusaba. Aunque los abogados defensores equipararon repetidamente las Leyes de Nuremberg con la legislación encontrada en otros países, los campos de concentración nazis con los centros de detención aliados y la deportación de judíos a la expulsión de alemanes, los jueces rechazaron sus argumentos. Alfred Seidl intentó repetidamente revelar los protocolos secretos del pacto germano-soviético; aunque finalmente tuvo éxito, era legalmente irrelevante y los jueces rechazaron su intento de sacar a relucir el Tratado de Versalles. Seis acusados afrontaron cargos por la invasión alemana de Noruega y sus abogados argumentaron que esta invasión se llevó a cabo para evitar una invasión británica del país; un encubrimiento impidió que la defensa capitalizara este argumento. El almirante de flota Chester Nimitz testificó que la Marina de los Estados Unidos también había utilizado la guerra submarina sin restricciones contra Japón en el Pacífico; el abogado de Dönitz argumentó con éxito que esto significaba que no podía tratarse de un delito. Los jueces prohibieron que la mayoría de las pruebas sobre las fechorías aliadas fueran escuchadas en el tribunal.
Muchos abogados defensores se quejaron de diversos aspectos del procedimiento judicial e intentaron desacreditar todo el proceso. Para apaciguarlos, a los acusados se les dio libertad con sus testigos y se escuchó una gran cantidad de testimonios irrelevantes. Los testigos de los acusados a veces lograron exculparlos, pero otros testigos, incluido Rudolf Höss (el ex-comandante de Auschwitz) y Hans Bernd Gisevius (un miembro de la resistencia alemana al nazismo) reforzaron el caso de la fiscalía. Durante el transcurso del juicio, los jueces occidentales permitieron a los acusados un margen adicional para denunciar a la Unión Soviética, a la que querían mostrar como una conspiradora en el estallido de la Segunda Guerra Mundial. En el contexto de la Guerra Fría que se estaba gestando (por ejemplo, en 1947 Winston Churchill pronunció su discurso sobre el Telón de Acero) el juicio se volvió un medio para condenar no sólo a Alemania sino también a la Unión Soviética.

### Cierre
El 31 de agosto se presentaron los argumentos finales. En el transcurso del juicio, los crímenes contra la humanidad y especialmente contra los judíos (que fueron mencionados como víctimas de las atrocidades nazis mucho más que cualquier otro grupo) llegaron a eclipsar la acusación de guerra de agresión. En contraste con las declaraciones iniciales de la acusación, las ocho declaraciones finales destacaron el Holocausto; y los fiscales franceses y británicos hicieron de este el cargo principal, en contraposición al de agresión. Todos los fiscales, excepto los estadounidenses, mencionaron el concepto de genocidio, que había sido inventado recientemente por el jurista judío polaco Raphael Lemkin. El fiscal británico Shawcross citó el testimonio de un testigo sobre una familia judía asesinada de Dubno, Ucrania. Durante las declaraciones finales, la mayoría de los acusados decepcionaron a los jueces con sus mentiras y negaciones. Speer logró dar la impresión de disculparse sin asumir una culpa personal ni nombrar a ninguna otra víctima que no fuera el pueblo alemán. El 2 de septiembre, el tribunal hizo un receso; y los jueces se recluyeron para decidir el veredicto y las sentencias, que se estaban debatiendo desde junio. El veredicto fue redactado por el juez adjunto británico Norman Birkett. Los ocho jueces participaron en las deliberaciones, pero los diputados no pudieron emitir voto.

## Veredicto
El Tribunal Militar Internacional estuvo de acuerdo con la fiscalía en que la agresión era el cargo más grave contra el acusado, afirmando en su sentencia que debido a que "la guerra es esencialmente algo malo", "iniciar una guerra de agresión, por lo tanto, no es sólo un crimen internacional; es el crimen internacional supremo, que sólo se diferencia de otros crímenes de guerra en que contiene en sí mismo el mal acumulado del conjunto".El trabajo de los jueces se vio dificultado por la amplitud de los delitos enumerados en la Carta de Londres. Los jueces no intentaron tipificar el crimen de agresión y no mencionaron la retroactividad de los cargos en el veredicto. A pesar de las dudas persistentes de algunos de los jueces, la interpretación oficial del tribunal sostuvo que todos los cargos tenían una base sólida en el derecho internacional consuetudinario y que el juicio fue procesalmente justo. Los jueces eran conscientes de que tanto los Aliados como el Eje habían planeado o cometido actos de agresión y redactaron el veredicto cuidadosamente para evitar desacreditar a los gobiernos aliados o al tribunal.
Los jueces dictaminaron que había habido una conspiración premeditada para cometer crímenes contra la paz, cuyos objetivos eran "la alteración del orden europeo" y "la creación de una Gran Alemania más allá de las fronteras de 1914". Contrariamente al argumento de Jackson de que la conspiración comenzó con la fundación del Partido Nazi en 1920, el veredicto fechó la planificación de la agresión en el Memorandum Hossbach de 1937. El cargo de conspiración provocó un importante desacuerdo en el tribunal; Donnedieu de Vabres quiso desecharlo. Mediante un compromiso propuesto por los jueces británicos, el cargo de conspiración se redujo a conspiración para librar una guerra de agresión. Sólo ocho acusados fueron condenados por ese cargo; todos los cuales también fueron declarados culpables de crímenes contra la paz. Los 22 acusados fueron acusados de crímenes contra la paz y 12 fueron condenados. Los cargos de crímenes de guerra y crímenes de lesa humanidad fueron los que mejores resultados obtuvieron, y sólo dos acusados acusados por esos motivos fueron absueltos. Los jueces determinaron que los crímenes contra la humanidad cometidos contra judíos alemanes antes de 1939 no estaban bajo la jurisdicción del tribunal porque la fiscalía no había demostrado una conexión con una guerra de agresión.
Cuatro organizaciones se establecieron como criminales: el Cuerpo de Dirección del Partido Nazi, las SS, la Gestapo y el SD, aunque se excluyeron algunos rangos y subgrupos inferiores. El veredicto sólo permitía la responsabilidad penal individual si se podía demostrar la participación voluntaria y el conocimiento del propósito criminal, lo que complicaba los esfuerzos de desnazificación. Las SA, el gabinete del III Reich y el Oberkommando der Wehrmacht no fueron clasificadas como criminales. Aunque la dirección de la Wehrmacht no era considerada una organización en la Carta de Londres, la tergiversación del veredicto como una exoneración fue uno de los fundamentos del mito de la Wehrmacht inocente. Sin embargo, el proceso dio lugar a la cobertura de su criminalidad sistemática en la prensa alemana.
Los jueces debatieron extensamente las sentencias. Doce de los acusados fueron condenados a muerte (Göring, Ribbentrop, Keitel, Kaltenbrunner, Rosenberg, Frank, Frick, Streicher, Sauckel, Jodl, Seyss-Inquart y Bormann). El 15 de octubre Göring se suicidó. El 16 de octubre fueron ahorcados diez por parte de John C. Woods y Joseph Malta en el gimnasio de la prisión de Núremberg. Siete acusados (Hess, Funk, Raeder, Dönitz, Schirach, Speer y Neurath) fueron enviados a la prisión de Spandau para cumplir sus sentencias. Los tres absueltos (Papen, Schacht, y Fritzsche) se beneficiaron de un punto muerto entre los jueces; estas absoluciones sorprendieron a los observadores. A pesar de ser acusado de los mismos delitos, Sauckel fue condenado a muerte, mientras que Speer fue condenado a prisión porque los jueces consideraron que podía reformarse. Nikichenko emitió un disenso aprobado por Moscú que rechazó todas las absoluciones, pidió la pena de muerte para Hess y condenó a todas las organizaciones.
| Acusado                             | Sentencia                                      | Pena                                                                   |
| ----------------------------------- | ---------------------------------------------- | ---------------------------------------------------------------------- |
| Martin Bormann                      | Culpable                                       | Condenado a muerte en rebeldía. Declarado «legalmente muerto» en 1998. |
| Karl Dönitz                         | Culpable                                       | 10 años de prisión                                                     |
| Hans Frank                          | Culpable                                       | Condenado a muerte                                                     |
| Wilhelm Frick                       | Culpable                                       | Condenado a muerte                                                     |
| Hans Fritzsche                      | Absuelto                                       |                                                                        |
| Walther Funk                        | Culpable                                       | Cadena perpetua (liberado en 1957 por motivos de salud)                |
| Hermann Göring                      | Culpable                                       | Condenado a muerte (se suicidó antes de la ejecución)                  |
| Rudolf Hess                         | Culpable                                       | Cadena perpetua (murió en prisión en 1987)                             |
| Alfred Jodl                         | Culpable                                       | Condenado a muerte                                                     |
| Ernst Kaltenbrunner                 | Culpable                                       | Condenado a muerte                                                     |
| Wilhelm Keitel                      | Culpable                                       | Condenado a muerte                                                     |
| Gustav Krupp von Bohlen und Halbach | Declarado «no apto para ser sometido a juicio» |                                                                        |
| Robert Ley                          | No condenado (se suicidó antes del juicio)     |                                                                        |
| Franz von Papen                     | Absuelto                                       |                                                                        |
| Erich Raeder                        | Culpable                                       | Cadena perpetua (liberado en 1955 por motivos de salud)                |
| Joachim von Ribbentrop              | Culpable                                       | Condenado a muerte                                                     |
| Alfred Rosenberg                    | Culpable                                       | Condenado a muerte                                                     |
| Fritz Sauckel                       | Culpable                                       | Condenado a muerte                                                     |
| Hjalmar Schacht                     | Absuelto                                       |                                                                        |
| Baldur von Schirach                 | Culpable                                       | 20 años de prisión                                                     |
| Albert Speer                        | Culpable                                       | 20 años de prisión                                                     |
| Julius Streicher                    | Culpable                                       | Condenado a muerte                                                     |
| Arthur Seyß-Inquart                 | Culpable                                       | Condenado a muerte                                                     |

## Juicios posteriores
Inicialmente estaba previsto celebrar un segundo tribunal internacional para los industriales alemanes, pero nunca se celebró debido a diferencias entre los aliados. Doce juicios militares fueron convocados únicamente por Estados Unidos en la misma sala que había albergado el Tribunal Militar Internacional. De conformidad con la Ley Nº 10 adoptada por el Consejo de Control Aliado, las fuerzas estadounidenses arrestaron a casi 100.000 alemanes como criminales de guerra.La Oficina del Asesor Jurídico Principal para Crímenes de Guerra identificó a 2500 importantes criminales de guerra, de los cuales 177 fueron juzgados. Muchos de los peores infractores no fueron procesados por razones logísticas o financieras.
Un conjunto de juicios se centró en las acciones de los profesionales alemanes: el juicio de los doctores se centró en la experimentación humana y los asesinatos de la Aktion T4, el juicio de los jueces sobre el papel del poder judicial en los crímenes nazis y el juicio de los Ministerios sobre la culpabilidad de los burócratas de los ministerios del gobierno alemán, especialmente el Ministerio de Asuntos Exteriores.
También fueron juzgados los industriales (en el juicio de Flick, el juicio de IG Farben y el juicio de Krupp) por utilizar trabajos forzados, saquear propiedades de las víctimas nazis y financiar las atrocidades de las SS. Los miembros de las SS fueron juzgados en el juicio de Pohl, que se centró en miembros de la Oficina Económica y Administrativa Principal de las SS que supervisaba la actividad económica de las SS, incluidos los campos de concentración nazis; el juicio a la RuSHA sobre las políticas raciales nazis; y el juicio de los Einsatzgruppen, en el que miembros de los escuadrones móviles de matanza fueron juzgados por el asesinato de más de un millón de personas detrás del Frente Oriental. El general de la Luftwaffe, Erhard Milch, fue juzgado por utilizar mano de obra esclava y deportar a civiles. En el juicio de los rehenes, varios generales fueron juzgados por ejecutar a miles de rehenes y prisioneros de guerra, saquear, utilizar trabajos forzados y deportar civiles en los Balcanes. Otros generales fueron juzgados en el juicio del Alto Mando por planear guerras de agresión, emitir órdenes criminales, deportar civiles, utilizar mano de obra esclava y saquear en la Unión Soviética.
Estos juicios enfatizaron los crímenes cometidos durante el Holocausto. Los juicios escucharon a 1300 testigos, se presentaron más de 30 000 documentos como prueba y se generaron 132 855 páginas de transcripciones, con sentencias que acumularon un total de 3828 páginas. De 177 acusados, 142 fueron declarados culpables y 25 condenados a muerte; la gravedad de la sentencia estuvo relacionada con la proximidad del acusado al asesinato en masa. El historiador jurídico Kevin Jon Heller sostiene que el mayor logro de estos juicios fue "su inestimable contribución a la forma y sustancia del derecho penal internacional" que el Tribunal Militar Internacional había dejado subdesarrollado.

## Reacciones contemporáneas
En total, 249 periodistas fueron acreditados para cubrir el juicio del Tribunal Militar Internacional y se emitieron 61 854 entradas de visitante. En Francia, la sentencia de Rudolf Hess y la absolución de algunas organizaciones provocaron la indignación de los medios de comunicación y, en particular, de las organizaciones de deportados y combatientes de la resistencia, que consideraron estas decisiones demasiado indulgentes. En el Reino Unido, aunque hubo diversos reportes, fue difícil mantener el interés en un juicio prolongado. Cuando la fiscalía quedó decepcionada por algunos de los veredictos, la defensa pudo obtener satisfacción.
Muchos alemanes en el momento de los juicios estaban centrados en encontrar comida y refugio. A pesar de esto, la mayoría leyó los reportajes de la prensa sobre el juicio. En una encuesta de 1946, el 78 por ciento de los alemanes consideró que el juicio era justo, pero cuatro años más tarde esa cifra había caído al 38 por ciento, y el 30 por ciento lo consideraba injusto. A medida que pasó el tiempo, más alemanes consideraron los juicios como una justicia de los vencedores ilegítima y una imposición de culpa colectiva, lo cual rechazaron, considerándose en cambio víctimas de la guerra. Cuando comenzó la Guerra Fría, el entorno político rápidamente cambiante comenzó a afectar la eficacia de los juicios. El propósito educativo de los tribunales militares de Núremberg fue un fracaso, en parte debido a la resistencia a los juicios por crímenes de guerra en la sociedad alemana, pero también por la negativa del ejército de los Estados Unidos a publicar el expediente del juicio en alemán por temor a que socavara la lucha contra el comunismo.
Las iglesias alemanas, tanto católicas como protestantes, fueron firmes defensoras de la amnistía. El perdón de criminales de guerra condenados también contó con el apoyo de todos los partidos en la República Federal Alemana, establecida en 1949. Los estadounidenses satisficieron los deseos de unir la República Federal Alemana al Bloque Occidental, tras lo cual se iniciaron las liberaciones anticipadas de los condenados por el Tribunal Militar de Núremberg en 1949.
En 1951, el miembro de la Alta Comisión Aliada John J. McCloy anuló la mayoría de las sentencias y los últimos tres prisioneros, todos condenados en el juicio Einsatzgruppen, fueron liberados en 1958. El público alemán consideró las primeras liberaciones como una confirmación de lo que consideraban la ilegitimidad de los juicios. El Tribunal Militar Internacional requería que los soviéticos estuvieran de acuerdo con las liberaciones; Speer no logró obtener la liberación anticipada y Hess permaneció en prisión hasta su muerte en 1987. A finales de la década de 1950, el consenso de la República Federal Alemana sobre la liberación comenzó a erosionarse, debido a una mayor apertura de la cultura política y a nuevas revelaciones de la criminalidad nazi, incluidos los primeros juicios de los perpetradores nazis en los tribunales de esta república.

## Controversia
Los críticos de los juicios de Núremberg argumentan que los cargos contra los acusados solo fueron definidos como “crímenes” después de ser cometidos, y que por lo tanto el juicio fue nulo, considerado como una especie de “justicia del vencedor”.

Ya lo veréis. Dentro de unos años los abogados de todo el mundo condenarán este juicio. No se puede hacer un juicio sin ley.
Joachim von Ribbentrop, 20 de noviembre de 1945

Según el historiador Michael D. Biddiss "el Juicio de Núremberg continúa hechizándonos [...] es una cuestión, también, de las debilidades y los puntos fuertes de los actos en sí mismos. Los indudables fallos continúan inquietando al pensador".

Muchas de las críticas a los Juicios de Núremberg se basan en una escuela de pensamiento legal llamada positivismo legal. El politólogo Quincy Wright anotó, 18 meses después de la conclusión de los juicios:

Las suposiciones subyacentes en la Cámara de las Naciones Unidas, el Estatuto de la Corte Internacional de Justicia, y la Cámara del Tribunal de Núremberg están lejos de eliminar del positivismo suposiciones que están muy influenciadas por el pensamiento de los juristas internacionales del siglo XIX. En consecuencia, las actividades de estas instituciones han sido frecuentemente criticadas por los juristas positivistas… han preguntado: ¿Cómo pueden los principios enunciados por el Tribunal de Núremberg, por tomarlos de ejemplo, tener valor legal sin que hasta entonces la mayoría de los Estados haya estado de acuerdo en admitir a un tribunal con jurisdicción [internacional y mundial] para hacer cumplir estos principios? ¿Cómo pudo el Tribunal de Núremberg obtener jurisdicción para encontrar a Alemania culpable de agresión, cuando Alemania no había prestado su consentimiento a que existiese tal Tribunal? ¿Cómo puede la ley, por primera vez promulgada explícitamente en la Carta de Núremberg de 1945, haber sometido a los imputados en el juicio cuando años antes [de que existiera esa ley] cometieron los actos por los que fueron acusados?

El Jefe de Justicia del Tribunal Supremo de los Estados Unidos, Harlan Fiske Stone, llamó a los Juicios de Núremberg un fraude. “[El fiscal en jefe de los Estados Unidos] Jackson está conduciendo su fiesta de alto grado de linchamiento en Nuremberg”, escribió, y agregó: “No me importa lo que le haga a los nazis, pero odio ver la farsa de que está dirigiendo un tribunal y procediendo según la ley común. Esto es algo demasiado moralista, un fraude para satisfacer ideas anticuadas".
Jackson, en una carta analizando las debilidades del juicio en octubre de 1945, contó al presidente de Estados Unidos Harry S. Truman que los Aliados 

“Han hecho o están haciendo algunas de las mismas cosas por las que están procesando a los alemanes. Los franceses están violando de tal modo la Convención de Ginebra en el trato de los prisioneros de guerra que nuestro mando está tomando de nuevo los prisioneros que les envió. Estamos procesando saqueos, y nuestros Aliados los están practicando.”

El asociado al Tribunal Superior de Justicia William O. Douglas declaró que los Aliados eran culpables de “sustitución de poder por principio” en Núremberg. “Pensé en su momento y sigo pensando que los Juicios de Núremberg no tenían principio”, escribió. “La ley fue creada ex post facto para adaptarse a las pasión y al clamor de la época”.
El jefe adjunto estadounidense del Consejo, Abraham Pomerantz, dimitió en protesta al bajo calibre de los jueces asignados para juzgar a los criminales de guerra industriales como los de IG Farben.
Muchos alemanes que estaban de acuerdo con la idea de castigar los crímenes de guerra admitieron su inquietud acerca de los juicios. Un jurista contemporáneo alemán dijo:

Que los acusados en Núremberg fueran hechos responsables, condenados y castigados, parecerá a la mayoría de nosotros, en principio, una especie de justicia histórica. Sin embargo, nadie que se tome la cuestión de la culpabilidad en serio, sobre todo los juristas serios y responsables, estará satisfecho con esta forma de ver las cosas. No se hace Justicia cuando las partes culpables son castigadas de cualquier vieja manera, incluso si parece apropiado a su grado de culpabilidad. Solo se hace Justicia cuando el culpable es castigado de manera cuidadosa y concienzuda considerando los errores penales de acuerdo con lo dispuesto en la legislación vigente y bajo la jurisdicción de un juez legalmente designado.

La validez del tribunal ha sido cuestionada por una variedad de razones, a saber:
- A los acusados no les estaba permitido apelar o intervenir en la selección de jueces. A. L. Goodhart, profesor en la Universidad de Oxford, se opuso a la opinión de que, como los jueces eran nombrados por los vencedores, el Tribunal podía no ser imparcial y no ser reconocido como tribunal en el verdadero sentido. Escribió:

Atractivo como puede sonar este argumento en teoría, ignora el hecho de que va en contra de la administración de la justicia en cada país. Si fuera verdad, entonces a ningún espía se le podría dar un juicio legal, porque en ese caso es siempre escuchado por jueces representando al país enemigo. Nadie ha argumentado todavía que en esos casos fuera necesario llamar a jueces neutrales. El prisionero tiene el derecho de pedir que esos jueces sean justos, pero no que sean neutrales. Como apuntó Lord Writ, el mismo principio es aplicable a la ley de criminales comunes porque “un ladrón no se queja de estar siendo juzgado por un jurado de ciudadanos honestos”.

- Uno de los cargos contra Wilhelm Keitel, Alfred Jodl y Joachim von Ribbentrop incluía conspiración por cometer agresión contra Polonia en 1939. Los Protocolos Secretos del Pacto Nazi-Soviético (conocido también como Pacto Mólotov-Ribentropp) del 23 de agosto de 1939, proponía el reparto de Polonia entre alemanes y soviéticos (el cual se llevó a cabo en septiembre de 1939); no obstante, los líderes soviéticos no fueron juzgados por formar parte de la misma conspiración.[289] En cambio, el Tribunal proclamó que los Protocolos Secretos del Pacto eran una falsificación. Además, las fuerzas Aliadas británicas y la Unión Soviética no fueron juzgadas por preparar y dirigir la invasión anglo-soviética de Irán y la Guerra de Invierno, respectivamente.
- En 1915, Reino Unido, Francia y Rusia emitieron conjuntamente una declaración explícita, por primera vez, acusando a otro gobierno, el de la Sublime Puerta, de cometer un crimen de lesa humanidad. Sin embargo, estos crímenes no obtuvieron un significado específico hasta su mayor desarrollo en la “Carta de Londres”. Como la definición de lo que constituía un crimen contra la humanidad era desconocido cuando la mayoría de los crímenes se cometieron, se puede argumentar que es una ley retrospectiva, en violación de los principios de ex post facto y del principio general de la ley penal nullum crimen, nulla poena sine praevia lege poenali.[avalon 1]
- El Tribunal estuvo de acuerdo en eximir al mando soviético de acudir a los juicios como criminales de guerra, con objeto de ocultar los crímenes de guerra contra civiles cometidos por su ejército, y que incluían el reparto de Polonia en 1939 y el ataque a Finlandia tres meses después. Esta “petición de exclusión” fue iniciada por los soviéticos y posteriormente aprobada por la administración del jurado.[290]
- Los juicios se llevaron a cabo bajo sus propias "reglas de evidencia"; la defensa del tu quoque fue eliminada, y muchos reclamaron que el espíritu de la asamblea era únicamente de “justicia del vencedor”. La Carta del Tribunal Militar Internacional permitió el uso de “evidencias” normalmente inadmisibles. El artículo 19 especificaba que:

“El Tribunal no estará sometido a las reglas técnicas sobre pruebas… y admitirá cualquier evidencia que estime que tiene un valor probatorio”.

El artículo 21 de la Carta del Tribunal Internacional de Núremberg (IMT) estipulaba:

“El Tribunal no exigirá pruebas o hechos de dominio público, pero las incluirá en el sumario. Incluirá también en el sumario los documentos oficiales y los informes de los gobiernos de las Naciones [Aliadas] Unidas, incluyendo actas y documentos de los comités establecidos en varios de los países aliados para la investigación de crímenes de guerra, así como las grabaciones y hallazgos de militares y otros Tribunales de cualesquiera de las Naciones [Aliadas] Unidas”.

- El fiscal en jefe soviético presentó documentación falsa en un intento de acusar a los imputados del asesinato de miles de oficiales polacos en el bosque de Katin, cerca de Smolensk. Sin embargo, los otros fiscales Aliados se negaron a apoyar la acusación y los abogados alemanes prometieron montar una defensa embarazosa. Ninguno fue acusado o encontrado culpable de la masacre de Katin.[291] En 1990, el gobierno soviético reconoció que la masacre había sido llevada a cabo, pero no por alemanes, sino por la policía secreta soviética.[292]
- Freda Utley, en su libro de 1949 titulado El alto coste de la venganza (en inglés, The High Cost of Vengeance[293]) acusaba al tribunal de, entre otras cosas, medir con doble rasero, y desveló el uso de mano de obra esclava y la privación intencionada de víveres a civiles por parte de los Aliados.[294][295] El personal militar estadounidense y sus esposas estaban bajo órdenes estrictas de destruir o, si no, de hacer incomestibles sus excedentes sobrantes de comida para asegurarse de que no pudieran ser aprovechadas por civiles alemanes en los territorios ocupados.
- Utley también destacó que el general Rudenko, el fiscal en jefe soviético, después de los juicios se convirtió en comandante del campo de concentración de Sachsenhausen. Tras la caída de República Democrática Alemana, los cuerpos de 12 500 víctimas de la era soviética serían descubiertos en el campo, en su mayoría “niños, adolescentes y personas mayores”.[296]
- Luise, la mujer de Alfred Jodl, se unió ella misma al equipo de defensa de su marido. Posteriormente entrevistada por Gitta Sereny, mientras investigaba para su biografía de Albert Speer, Luise alegó que en muchas ocasiones la fiscalía de los Aliados había lanzado acusaciones contra Jodl basadas en documentos que se negaban a compartir con la defensa. Jodl, sin embargo, demostró que algunas de las acusaciones hechas contra él eran falsas, como la de que ayudó a Hitler a ganar control sobre Alemania en 1933. En una ocasión fue ayudado por un oficinista del ejército estadounidense, que decidió dar a Luise un documento mostrando que la ejecución de un grupo de comandos británicos en Noruega había sido legítima. El militar advirtió a Luise que si no lo copiaba inmediatamente no volvería a verlo.[297]
- El principal juez soviético, Iona Nikítchenko, presidió algunas de las más notorias farsas judiciales de Iósif Stalin durante la Gran Purga de 1936 a 1938, donde entre otras cosas condenó a Kámenev y a Zinóviev.[298] De acuerdo con los archivos soviéticos desclasificados, de 681 692 personas arrestadas por "contrarrevolucionalismo y crímenes de Estado" fueron disparadas en 1937 y 1938 en una media de 900 ejecuciones diarias.[299]
- El mismo Tribunal discutió fuertemente que la Carta de Londres fuera una ley “ex post facto”, señalando la existencia de acuerdos internacionales firmados por Alemania que hacían ilegales las guerras de agresión y ciertas acciones de guerra, citando el Pacto Briand-Kellogg, el Pacto de la Sociedad de Naciones (parte IX del Tratado de Versalles) y las Conferencias de La Haya.[avalon 2]

En una editorial del periódico semanal británico The Economist, se criticó la hipocresía de Gran Bretaña y Francia por apoyar la expulsión de la Unión Soviética de la Sociedad de Naciones en 1939 por su ataque no provocado a Finlandia y seis años después cooperar con la misma Unión Soviética con respeto de igualdad en Núremberg. También criticaba a los Aliados por su doble rasero en los Juicios de Núremberg: 

“…ni debería el mundo occidental consolarse con que los rusos son los únicos condenables en el propio Tribunal de justicia de los Aliados… entre los crímenes de lesa humanidad se encuentra la infracción de bombardeo indiscriminado sobre la población civil. ¿Pueden los estadounidenses, que lanzaron la bomba atómica, y los británicos, que destruyeron las ciudades del oeste de Alemania, declararse inocentes de este cargo? Los crímenes contra la humanidad también incluyen la expulsión masiva de poblaciones. ¿Pueden los líderes anglosajones, que en Potsdam provocaron la expulsión de millones de alemanes de sus hogares, sostener que ellos mismos son completamente inocentes…? Las naciones sentadas en el jurado se proclaman claramente exentas de la ley que han administrado”.

## Legado
El Tribunal Militar Internacional y su estatuto "marcaron el verdadero comienzo del derecho penal internacional". El juicio ha tenido una recepción mixta que va desde la glorificación hasta la condena. La reacción inicialmente fue predominantemente negativa, pero con el tiempo se ha vuelto más positiva.
Las críticas más persistentes se han referido al procesamiento selectivo exclusivamente del Eje derrotado y la hipocresía de las cuatro potencias aliadas. Acciones como el pacto germano-soviético, la expulsión de millones de alemanes de Europa del Este y Centroeuropa, la deportación de civiles para trabajos forzados, y la represión violenta de los levantamientos anticoloniales se habría considerado ilegal según las definiciones de crímenes internacionales de la Carta de Londres usada en Núremberg. Otra controversia surgió al juzgar a los acusados por actos que no eran criminales en ese momento, como los llamados crímenes contra la paz. Igualmente novedosos, pero menos controvertidos, fueron los crímenes contra la humanidad, el cargo de conspiración y las sanciones penales impuestas a personas por violaciones del derecho internacional. Además de estas críticas, los juicios han sido criticados por la distorsión que se produce al encajar acontecimientos históricos en categorías jurídicas.
El Tribunal Penal Militar Internacional para el Lejano Oriente (Juicio de Tokio) tomó prestadas muchas de sus ideas del Tribunal Militar Internacional de Núremberg, incluidos los cuatro cargos, y la administración Truman pretendía apuntalar su legado legal. El 11 de diciembre de 1946, la Asamblea General de las Naciones Unidas aprobó por unanimidad una resolución que afirmaba "los principios del derecho internacional reconocidos por el Estatuto del Tribunal de Nuremberg y la sentencia del Tribunal". En 1950, la Comisión de Derecho Internacional redactó los principios de Núremberg para codificar el derecho penal internacional, aunque la Guerra Fría impidió la adopción de estos principios hasta la década de 1990. La Convención para la Prevención y la Sanción del Delito de Genocidio de 1948 restringía mucho más el concepto de genocidio que Lemkin y su eficacia se vio aún más limitada por la política de la Guerra Fría.
En la década de 1990, un resurgimiento del derecho penal internacional incluyó el establecimiento de tribunales penales internacionales ad hoc para Yugoslavia y Ruanda, que fueron ampliamente vistos como parte del legado de los juicios de Núremberg y Tokio. En 2002 se estableció una Corte Penal Internacional permanente, que había sido propuesta en 1953. Los juicios supusieron el comienzo de la interpretación simultánea, lo que estimuló avances técnicos en los métodos de traducción. El Palacio de Justicia alberga un museo sobre el juicio y la sala del tribunal se convirtió en una atracción turística, atrayendo a 13 138 visitantes en 2005. El Tribunal Militar Internacional de Núremberg es uno de los juicios mejor estudiados de la historia y también ha sido objeto de una gran cantidad de libros y publicaciones académicas, junto con películas como Judgment at Nuremberg (1961) y La memoria de la justicia (1976).
Para el escritor italiano Primo Levi, judío superviviente de Auschwitz, los Juicios de Núremberg constituyeron una «simbólica, incompleta, parcial y sagrada representación». A pesar de ello, él mismo afirma que se sintió «íntimamente satisfecho» con el proceso.